# Acyrthosiphon nigripes
Acyrthosiphon nigripes är en insektsart som beskrevs av Hille Ris Lambers 1935. Acyrthosiphon nigripes ingår i släktet Acyrthosiphon och familjen långrörsbladlöss.

## Underarter
Arten delas in i följande underarter:
- A. n. peucedani
- A. n. nigripes